# Double Eleven
Double Eleven Limited (також відома як Double Eleven Studios) — британський розробник і видавець відеоігор зі штаб-квартирою в Мідлсбро.

## Історія
Double Eleven заснували Лі Хатчінсон та Метт Шепкар 23 грудня 2009 року. Обидва раніше працювали провідними програмістами в Rockstar Leeds, де Хатчінсон брав участь у розробці iOS-версій Grand Theft Auto: Chinatown Wars та Beaterator, а Шепкар брав участь у створенні кількох ігор серії Grand Theft Auto. За словами Хатчінсона, їхнє рішення покинути Rockstar Leeds було дружнім і зумовлене бажанням працювати над меншими проектами, переважно інді-іграми для iOS. Назва «Double Eleven» походить від щасливого числа Хатчінсона. У лютому 2010 року Хатчінсон обійняв посаду директора студії, а Шепкар приєднався до нього кількома тижнями пізніше. Спочатку Хатчінсон керував Double Eleven зі свого лофту в рідному місті Даремі, і час від часу отримував підтримку від своєї молодшої сестри Кімберлі Тернер, яка працювала поза роботою. Наприкінці 2010 року Double Eleven переїхав до офісної будівлі Boho One у Мідлсбро, а Тернер приєдналася до компанії на повну ставку як фінансовий директор.
У 2010 році Double Eleven почали працювати над невідомою грою для Sony Computer Entertainment Europe, яка була анонсована на виставці E3 2011 як LittleBigPlanet для PlayStation Vita. У 2011 році вони приєдналися до торгової асоціації TIGA. У 2011-2012 роках Double Eleven уклали контракт на ексклюзивну співпрацю з Sony Computer Entertainment Europe. За цей час вони відкрили додаткову студію в Лідсі, Західний Йоркшир.
У 2013 році вони оголосили, що працюють над ремейком гри Frozen Synapse, розробленої Mode 7 Games, для PlayStation Vita і PlayStation 3 під назвою Frozen Synapse: Tactics. Після завершення роботи над PixelJunk Shooter Ultimate для PS4 та Vita у червні 2014 року, розробка Frozen Synapse була продовжена: Tactics швидко набрала обертів і до 5 вересня 2014 року отримала нову назву Frozen Synapse Prime, а також дату виходу 24 вересня 2014 року для PlayStation Vita. Через два місяці гра вийшла на PlayStation 3 та Windows.
У серпні 2014 року на Gamescom 2014 було оголошено про роботу над наступною грою PixelJunk, Nom Nom Galaxy для PlayStation 4 і PlayStation Vita та Goat Simulator для Xbox One і Xbox 360. Goat Simulator вийшла у квітні 2015 року.
У 2017 році Double Eleven оголосила про випуск двох нових ігор, Super Cloudbuilt від Coilworks (PlayStation 4, Xbox One і Steam) і Songbringer від Wizard Fu Games (PlayStation 4, Xbox One і Windows 10), які вийшли в період з липня по вересень. Double Eleven отримала визнання від GamesIndustry.biz, компанія була названа одним з «Найкращих місць для роботи 2017». Компанія також увійшла до рейтингу The Sunday Times Tech Track 100, посівши 42 місце зі 100 з ростом продажів на 92,32% за три роки.
У 2019 році Double Eleven оголосила про придбання VooFoo Studios. Компанія, що базується в Бірмінгемі, Велика Британія, і є розробником Hustle Kings, придбала 1 грудня 2018 року кілька об'єктів інтелектуальної власності, включаючи анонсовані This Is Pool і This is Snooker зі Стівеном Гендрі (вийдуть на Nintendo Switch, PlayStation 4, Xbox One і Steam) та їхній власний рушій Mantis Engine, який використовувався в гоночній грі Mantis Burn Racing 2016 року. 20 червня 2019 року було оголошено, що Double Eleven уклала партнерство з Paradox Interactive, щоб стати новим провідним розробником Prison Architect, після Introversion Software, для Microsoft Windows, MacOS, Linux, PlayStation 4, Xbox One і Nintendo Switch. Double Eleven мають попередній досвід роботи з грою і спочатку портували та оновили гру для всіх основних консолей. Згодом Double Eleven оголосили про свою участь у Minecraft: Dungeons компанії Mojang і про те, що вони видаватимуть Rust від Facepunch Studios на Xbox One та PlayStation 4.
У січні 2020 року Double Eleven оголосила про відкриття другого офісу в Куала-Лумпурі, Малайзія, щоб вийти на азійський ринок.
28 березня 2022 року Double Eleven оголосили про співпрацю з Bethesda Game Studios для розробки контенту для Fallout 76, що вийде пізніше цього року.
У квітні 2022 року Double Eleven найняла свого 300-го працівника. 18 листопада 2022 року Double Eleven придбала Pneuma Group, інвестиційна компанія, що належить Хатчінсону.
7 серпня 2023 року було оголошено, що Double Eleven стане провідним розробником портів оригінальної Red Dead Redemption для PlayStation 4 та Nintendo Switch у співпраці з видавцем Rockstar Games. Перевидання гри 2010 року, яке вийде на цифрових носіях 17 серпня та фізично 13 жовтня, також міститиме доповнення Кошмар мерців"(Undead Nightmare DLC).

## Відеоігри, над якими працювала студія
| Назва                               | Дата | Платформи                                                                                         | Примітки |
| ----------------------------------- | ---- | ------------------------------------------------------------------------------------------------- | --- |
| LittleBigPlanet                     | 2012 | PlayStation Vita                                                                                  | |
| Limbo                               | 2013 | PlayStation Vita                                                                                  | |
| PixelJunk Monsters Ultimate         | 2013 | PlayStation Vita, Microsoft Windows, Mac, Linux                                                   | |
| PixelJunk Shooter                   | 2013 | Microsoft Windows, Mac OS X, Linux                                                                | |
| PixelJunk Shooter Ultimate          | 2014 | PlayStation 4, PlayStation Vita                                                                   | |
| Frozen Synapse Prime                | 2014 | Microsoft Windows, PlayStation Vita, PlayStation 3                                                | |
| Limbo                               | 2014 | Xbox One, PlayStation 4                                                                           | |
| Nom Nom Galaxy                      | 2015 | PlayStation 4                                                                                     | |
| Goat Simulator                      | 2015 | Xbox One, Xbox 360, PlayStation 4, PlayStation 3                                                  | |
| Goat Simulator: MMOre GoatZ Edition | 2015 | Xbox One, Xbox 360                                                                                | |
| Frozen Synapse Prime                | 2015 | Android, iOS                                                                                      | |
| PixelJunk Shooter Ultimate          | 2015 | Microsoft Windows                                                                                 | |
| PixelJunk Monsters                  | 2016 | Wii U                                                                                             | |
| Prison Architect                    | 2016 | PlayStation 4, Xbox One, Xbox 360                                                                 | |
| Lego Harry Potter: Years 1-4        | 2016 | PlayStation 4                                                                                     | |
| Lego Harry Potter: Years 5-7        | 2016 | PlayStation 4                                                                                     | |
| Super Cloudbuilt                    | 2017 | PlayStation 4, Xbox One, Microsoft Windows                                                        | |
| Songbringer                         | 2017 | PlayStation 4, Xbox One                                                                           | |
| Songbringer                         | 2018 | Nintendo Switch, UWP                                                                              | |
| Prison Architect                    | 2018 | Nintendo Switch                                                                                   | |
| Lego Harry Potter: Years 1–4        | 2018 | Nintendo Switch, Xbox One                                                                         | |
| Lego Harry Potter: Years 5–7        | 2018 | Nintendo Switch, Xbox One                                                                         | |
| Doctor Who Infinity                 | 2018 | Android, iOS                                                                                      | |
| Crackdown 3                         | 2019 | Microsoft Windows                                                                                 | |
| Prison Architect                    | 2019 | Microsoft Windows, MacOS, Linux, PlayStation 4, Xbox 360, Xbox One, iOS, Android, Nintendo Switch | 20 червня 2019 року Double Eleven уклала партнерство з Paradox Interactive, щоб перейняти на себе розробку від Introversion Software. |
| Minecraft Dungeons                  | 2020 | Nintendo Switch, PlayStation 4, Xbox One, Microsoft Windows                                       | Розроблялась разом з Mojang |
| Songbringer                         | 2020 | iOS                                                                                               | |
| Rust                                | 2021 | PlayStation 4, Xbox One                                                                           | Розроблялась разом з Facepunch Studios                                                                                                |
| RimWorld                            | 2022 | PlayStation 4, Xbox One                                                                           | Розроблялась разом з Ludeon Studios                                                                                                   |
| Red Dead Redemption                 | 2023 | PlayStation 4, Nintendo Switch                                                                    | Розроблялась разом з Rockstar San Diego                                                                                               |